# ۴۶۳ (خورشیدی)
۴۶۳ چهارصد و شصت و سومین سال هجری خورشیدی است.